# Jive Connie
Jive Connie ist ein Lied der US-amerikanischen Sängerin Connie Francis aus dem Jahre 1992. Die einzige Singleauskopplung aus ihrer Compilation Party Power wurde von Helmuth Rüßmann, Peter Columbus, Athena Hosey, Gordon Hal, Jean Nicolas, Howard Greenfield, Jack Keller, Ralph Maria Siegel, Kurt Feltz, Werner Scharfenberger, Peter König, Wolfgang Zell und Fini Busch geschrieben, sowie von ersteren beiden produziert.

## Musik und Text
Jive Connie ist ein Medley aus Connie Francis’ in den 1960er Jahren veröffentlichten Liedern Schöner fremder Mann, Die Liebe ist ein seltsames Spiel, Barcarole in der Nacht, Paradiso und Napoli. Bei den ersten beiden Songs handelt es sich um deutsche Übersetzungen zweier bereits zuvor auf Englisch veröffentlichter Titel, Someone Else’s Boy bzw. Everybody’s Somebody’s Fool. Zweiterer wurde seinerzeit als Ballade konzipiert, für einen Release im deutschsprachigen Raum allerdings deutlich überarbeitet und umgeschrieben. Die drei verbleibenden Tracks waren Originalkompositionen für den deutschen Markt.
Titel und Prämisse von Jive Connie sind eine Anspielung an das Musikprojekt Jive Bunny & the Mastermixers, welches 1989 und 1990 durch seine Mashups in mehreren europäischen Ländern, darunter auch der deutschsprachige Raum, vor allem aber im Vereinigten Königreich, mehrere Top-Ten- bzw. sogar Nummer-eins-Hits landen konnte. Ähnliche Mashups wurden zur gleichen Zeit auch für Cornelia Froboess ("Sing, Conny, Sing", welches beinahe 1:1 das Intro von 'Jive Connie', nur auf Deutsch, hat) und Manuela (Sängerin) (Jive Manuela) veröffentlicht.
Von Schöner fremder Mann, Die Liebe ist ein seltsames Spiel, Barcarole in der Nacht und Napoli ertönt nur der Refrain, während das mit Abstand am längsten eingespielte Lied Paradiso darstellt, von dem auch eine ganze Strophe gesungen wird, die von jeweils einer Darbietung des Refrains umrandet ist. Unterlegt ist der gesamte Song von einem einfachen, treibenden Schlagzeugrhythmus, der nur während der letzten Zeilen der Strophe von Paradiso unterbrochen wird. Eine Männerstimme wiederholt an insgesamt drei Stellen jeweils zweimal den Ausruf “Jive Connie Jive”: unmittelbar vor dem ersten Einsatz der Stimme von Connie Francis, vor Paradiso und in den letzten Sekunden des Liedes. Der Beginn von Die Liebe ist ein seltsames Spiel und Paradiso wird jeweils mit einem kurzen Loop einer Silbe des Textes eingeleitet.
Die einzelnen verwendeten Songs des Medleys weisen wenig inhaltlichen Bezug zueinander auf: Schöner fremder Mann und Barcarole in der Nacht handeln von der Liebe zu einem Mann, der sich bereits in einer anderen Beziehung befindet, Die Liebe ist ein seltsames Spiel bebildert die Eigenart der Liebe, sowohl Freude als auch Schmerz bereiten zu können, während Paradiso und Napoli das Ausland besingen, wobei ersterer noch eine Liebesgeschichte einflechtet und zweiterer die Abreise thematisiert.

## Erfolg

### Auszeichnungen
Für das Lied wurde Francis 1993 mit RSH-Gold für das „Comeback des Jahres“ ausgezeichnet.

### Charts und Chartplatzierungen
In Deutschland und Österreich erreichte Jive Connie jeweils Platz zwei der Single-Charts. In Deutschland hielt sich die Single elf Wochen in den Top 10 sowie 30 Wochen in den Charts, in Österreich konnte sich die Single 16 Wochen in den Top 10 halten und 22 Wochen in der Hitparade. Somit war es der größte Charterfolg für Francis in Österreich, in Deutschland hingegen gelang ihr mit dem ebenfalls im Medley enthaltenen Barcarole in der Nacht bereits ein Nummer-eins-Hit. In Österreich belegte das Stück Platz acht der Jahres-Hitparade, in Deutschland belegte es Platz zehn der Single-Jahrescharts. In Deutschland war Jive Connie für einen Zeitraum von 25 Wochen das erfolgreichste deutschsprachige Lied in den Single-Charts sowie für zwölf Wochen das erfolgreichste deutschsprachige Lied in Österreich. In Deutschland ist Jive Connie mit 25 Wochen Rekordhalter gemeinsam mit Das Lied der Schlümpfe von Vader Abraham.
| ChartsChartplatzierungen | Höchstplatzierung | Wochen |
| ------------------------ | ----------------- | ------ |
| Deutschland (GfK)        | 2 (30 Wo.)        | 30     |
| Österreich (Ö3)          | 2 (22 Wo.)        | 22     |

| ChartsJahrescharts (1992) | Platzierung |
| ------------------------- | ----------- |
| Deutschland (GfK)         | 10          |
| Österreich (Ö3)           | 8           |

### Auszeichnungen für Musikverkäufe
1992 wurde Jive Connie in Deutschland mit einer Goldenen Schallplatte für über 250.000 verkaufter Einheiten ausgezeichnet. Damit zählt die Single bis heute zu einem der meistverkauften Schlager in Deutschland seit 1975. 1993 folgte ebenfalls die Verleihung einer Goldenen Schallplatte in Österreich. Insgesamt erhielt die Single zweimal Gold für über 275.000 verkaufte Einheiten.
| Land/Region        | Auszeichnungen für Musikverkäufe (Land/Region, Auszeichnung, Verkäufe) | Verkäufe |
| ------------------ | ---------------------------------------------------------------------- | -------- |
| Deutschland (BVMI) | Gold                                                                   | 250.000  |
| Österreich (IFPI)  | Gold                                                                   | 25.000   |
| Insgesamt          | 2× Gold ·                                                              | 275.000  |